# Qubes OS
Qubes OSは、セキュリティに特化したデスクトップOSであり、仮想化技術を利用してアプリケーションを独立して動作させること目的とするオペレーションシステムである。
仮想化技術はXenを使用する。現在対応しているOSはFedoraである。